# Selección de fútbol sub-20 de Zimbabue
La Selección de fútbol sub-20 de Zimbabue es el equipo que representa al país en el Mundial Sub-20, en el Copa Sub-20 de la COSAFA y en el Campeonato Juvenil Africano; y es controlado por la Asociación de Fútbol de Zimbabue.

## Palmarés
- Copa Sub-20 de la COSAFA: 5

1988, 1990, 2001, 2002, 2007

## Participaciones

### Mundial Sub-20
| Año   | Ronda        | J            | G            | E            | P            | GF           | GC           |
| ----- | ------------ | ------------ | ------------ | ------------ | ------------ | ------------ | ------------ |
| 1977  | No clasificó | No clasificó | No clasificó | No clasificó | No clasificó | No clasificó | No clasificó |
| 1979  | No clasificó | No clasificó | No clasificó | No clasificó | No clasificó | No clasificó | No clasificó |
| 1981  | No clasificó | No clasificó | No clasificó | No clasificó | No clasificó | No clasificó | No clasificó |
| 1983  | No clasificó | No clasificó | No clasificó | No clasificó | No clasificó | No clasificó | No clasificó |
| 1985  | No clasificó | No clasificó | No clasificó | No clasificó | No clasificó | No clasificó | No clasificó |
| 1987  | No clasificó | No clasificó | No clasificó | No clasificó | No clasificó | No clasificó | No clasificó |
| 1989  | No clasificó | No clasificó | No clasificó | No clasificó | No clasificó | No clasificó | No clasificó |
| 1991  | No clasificó | No clasificó | No clasificó | No clasificó | No clasificó | No clasificó | No clasificó |
| 1993  | No clasificó | No clasificó | No clasificó | No clasificó | No clasificó | No clasificó | No clasificó |
| 1995  | No clasificó | No clasificó | No clasificó | No clasificó | No clasificó | No clasificó | No clasificó |
| 1997  | No clasificó | No clasificó | No clasificó | No clasificó | No clasificó | No clasificó | No clasificó |
| 1999  | No clasificó | No clasificó | No clasificó | No clasificó | No clasificó | No clasificó | No clasificó |
| 2001  | No clasificó | No clasificó | No clasificó | No clasificó | No clasificó | No clasificó | No clasificó |
| 2003  | No clasificó | No clasificó | No clasificó | No clasificó | No clasificó | No clasificó | No clasificó |
| 2005  | No clasificó | No clasificó | No clasificó | No clasificó | No clasificó | No clasificó | No clasificó |
| 2007  | No clasificó | No clasificó | No clasificó | No clasificó | No clasificó | No clasificó | No clasificó |
| 2009  | No clasificó | No clasificó | No clasificó | No clasificó | No clasificó | No clasificó | No clasificó |
| 2011  | No clasificó | No clasificó | No clasificó | No clasificó | No clasificó | No clasificó | No clasificó |
| 2013  | No clasificó | No clasificó | No clasificó | No clasificó | No clasificó | No clasificó | No clasificó |
| 2015  | No clasificó | No clasificó | No clasificó | No clasificó | No clasificó | No clasificó | No clasificó |
| Total | 0/20         | 0            | 0            | 0            | 0            | 0            | 0            |

### Campeonato Juvenil Africano
| África U-20 Cup of Nations | África U-20 Cup of Nations | África U-20 Cup of Nations | África U-20 Cup of Nations | África U-20 Cup of Nations | África U-20 Cup of Nations | África U-20 Cup of Nations | África U-20 Cup of Nations |
| Año                        | Resultado                  | J                          | G                          | E                          | P                          | GF                         | GC                         |
| -------------------------- | -------------------------- | -------------------------- | -------------------------- | -------------------------- | -------------------------- | -------------------------- | -------------------------- |
| 1979                       | No participó               | No participó               | No participó               | No participó               | No participó               | No participó               | No participó               |
| 1981                       | Primera ronda              | 2                          | 0                          | 1                          | 1                          | 1                          | 2                          |
| 1983                       | Segunda ronda              | 3                          | 2                          | 0                          | 1                          | 7                          | 4                          |
| 1985                       | Segunda ronda              | 4                          | 1                          | 1                          | 2                          | 5                          | 6                          |
| 1987                       | Descalificado              | Descalificado              | Descalificado              | Descalificado              | Descalificado              | Descalificado              | Descalificado              |
| 1989                       | No participó               | No participó               | No participó               | No participó               | No participó               | No participó               | No participó               |
| 1991                       | No clasificó               | No clasificó               | No clasificó               | No clasificó               | No clasificó               | No clasificó               | No clasificó               |
| 1993                       | No clasificó               | No clasificó               | No clasificó               | No clasificó               | No clasificó               | No clasificó               | No clasificó               |
| 1995                       | Abandonó el torneo         | Abandonó el torneo         | Abandonó el torneo         | Abandonó el torneo         | Abandonó el torneo         | Abandonó el torneo         | Abandonó el torneo         |
| 1997                       | No clasificó               | No clasificó               | No clasificó               | No clasificó               | No clasificó               | No clasificó               | No clasificó               |
| 1999                       | No participó               | No participó               | No participó               | No participó               | No participó               | No participó               | No participó               |
| 2001                       | No participó               | No participó               | No participó               | No participó               | No participó               | No participó               | No participó               |
| 2003                       | No clasificó               | No clasificó               | No clasificó               | No clasificó               | No clasificó               | No clasificó               | No clasificó               |
| 2005                       | No clasificó               | No clasificó               | No clasificó               | No clasificó               | No clasificó               | No clasificó               | No clasificó               |
| 2007                       | No clasificó               | No clasificó               | No clasificó               | No clasificó               | No clasificó               | No clasificó               | No clasificó               |
| 2009                       | No clasificó               | No clasificó               | No clasificó               | No clasificó               | No clasificó               | No clasificó               | No clasificó               |
| 2011                       | Abandonó el torneo         | Abandonó el torneo         | Abandonó el torneo         | Abandonó el torneo         | Abandonó el torneo         | Abandonó el torneo         | Abandonó el torneo         |
| 2013                       | Abandonó el torneo         | Abandonó el torneo         | Abandonó el torneo         | Abandonó el torneo         | Abandonó el torneo         | Abandonó el torneo         | Abandonó el torneo         |
| 2015                       | No participó               | No participó               | No participó               | No participó               | No participó               | No participó               | No participó               |
| 2017                       | Por disputarse             | Por disputarse             | Por disputarse             | Por disputarse             | Por disputarse             | Por disputarse             | Por disputarse             |
| 2019                       | Por disputarse             | Por disputarse             | Por disputarse             | Por disputarse             | Por disputarse             | Por disputarse             | Por disputarse             |
| Total                      | 3/20                       | 9                          | 3                          | 2                          | 5                          | 13                         | 12                         |

### Copa Sub-20 de la COSAFA
| Año   | Ronda          | J            | G            | E            | P            | GF           | GC           |
| ----- | -------------- | ------------ | ------------ | ------------ | ------------ | ------------ | ------------ |
| 1983  | No participó   | No participó | No participó | No participó | No participó | No participó | No participó |
| 1985  | Finalista      | 2            | 2            | 0            | 0            | 4            | 0            |
| 1986  | Finalista      | 6            | 3            | 2            | 1            | 12           | 3            |
| 1988  | Campeón        | 4            | 4            | 0            | 0            | 8            | 1            |
| 1990  | Campeón        | 4            | 4            | 0            | 0            | 11           | 3            |
| 1993  | Finalista      | 7            | 4            | 1            | 2            | 9            | 4            |
| 1995  | No participó   | No participó | No participó | No participó | No participó | No participó | No participó |
| 1997  | Finalista      | 4            | 2            | 1            | 1            | 7            | 3            |
| 1999  | 3º Lugar       | 6            | 4            | 0            | 2            | 12           | 8            |
| 2000  | 3º Lugar       | 5            | 3            | 1            | 1            | 7            | 3            |
| 2001  | Campeón        | 5            | 3            | 2            | 0            | 15           | 2            |
| 2002  | Campeón        | 4            | 3            | 1            | 0            | 5            | 0            |
| 2003  | Fase de grupos | 3            | 1            | 1            | 1            | 4            | 4            |
| 2004  | 3º Lugar       | 5            | 4            | 0            | 1            | 8            | 7            |
| 2005  | Fase de grupos | 3            | 1            | 2            | 0            | 2            | 1            |
| 2006  | 3º Lugar       | 5            | 2            | 3            | 0            | 8            | 2            |
| 2007  | Campeón        | 4            | 4            | 0            | 0            | 12           | 1            |
| 2008  | 4º lugar       | 4            | 1            | 1            | 2            | 5            | 7            |
| 2009  | Fase de grupos | 2            | 1            | 1            | 0            | 5            | 3            |
| 2010  | 3º Lugar       | 4            | 3            | 0            | 1            | 8            | 2            |
| 2011  | Fase de grupos | 3            | 0            | 2            | 1            | 8            | 9            |
| 2013  | 4º Lugar       | 6            | 3            | 2            | 1            | 7            | 5            |
| Total | 22/24          | 86           | 52           | 19           | 15           | 147          | 68           |